# Lijst van personen overleden in december 2014
Dit is een lijst van bekende personen die zijn overleden in december 2014.

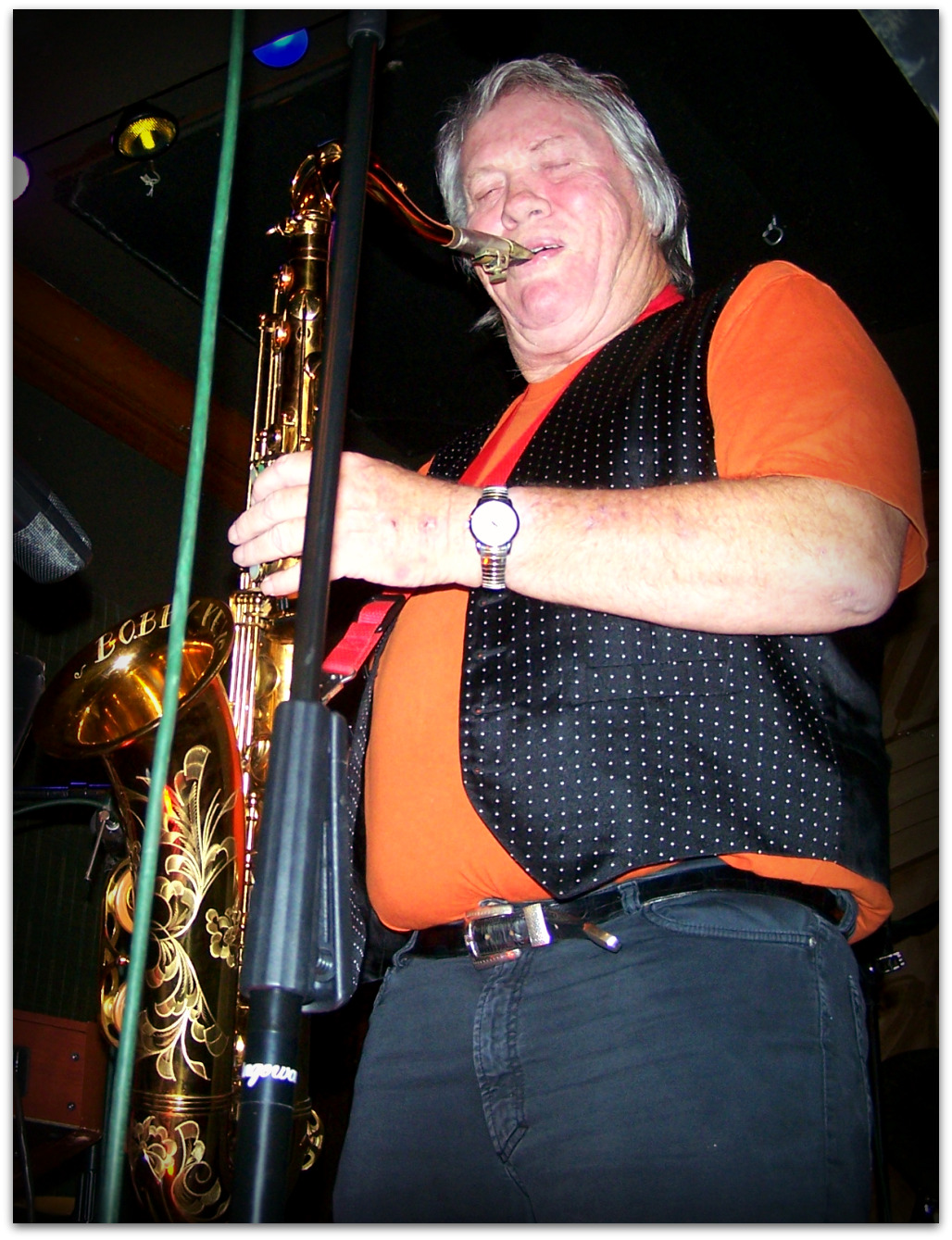
Bobby Keys
2 december

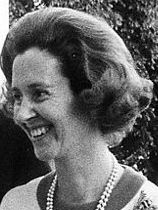
Fabiola Mora y Aragón
5 december

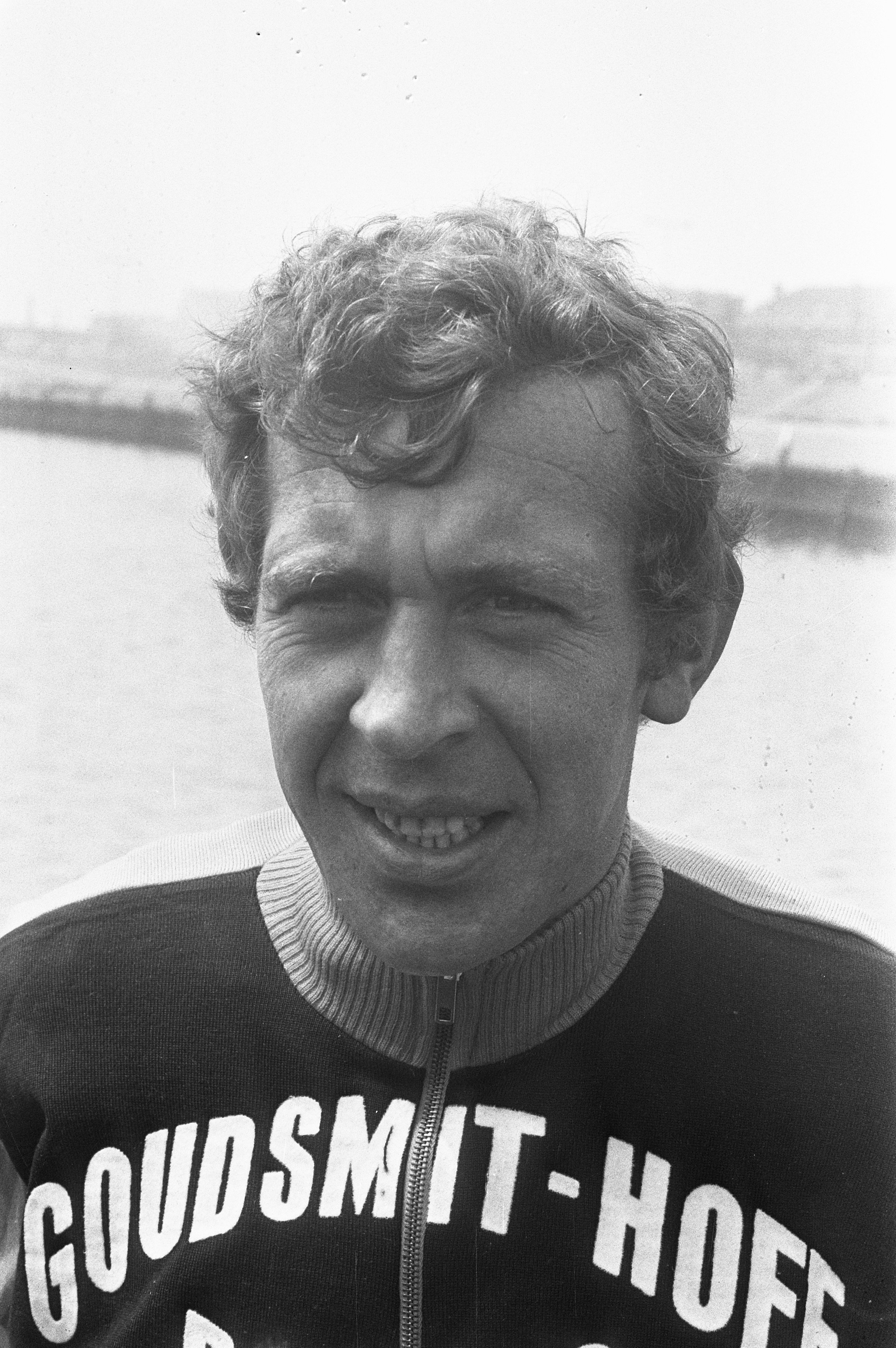
Gerard Vianen
10 december

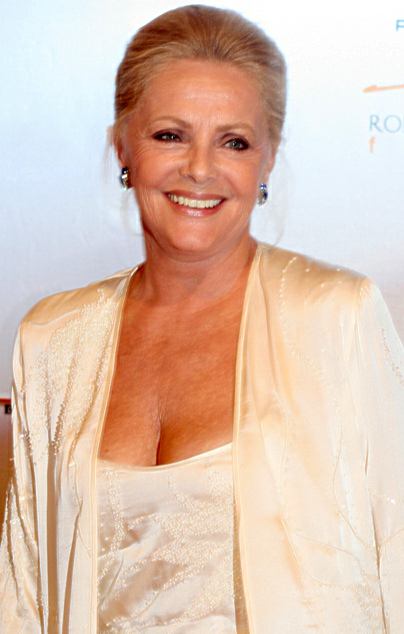
Virna Lisi
18 december

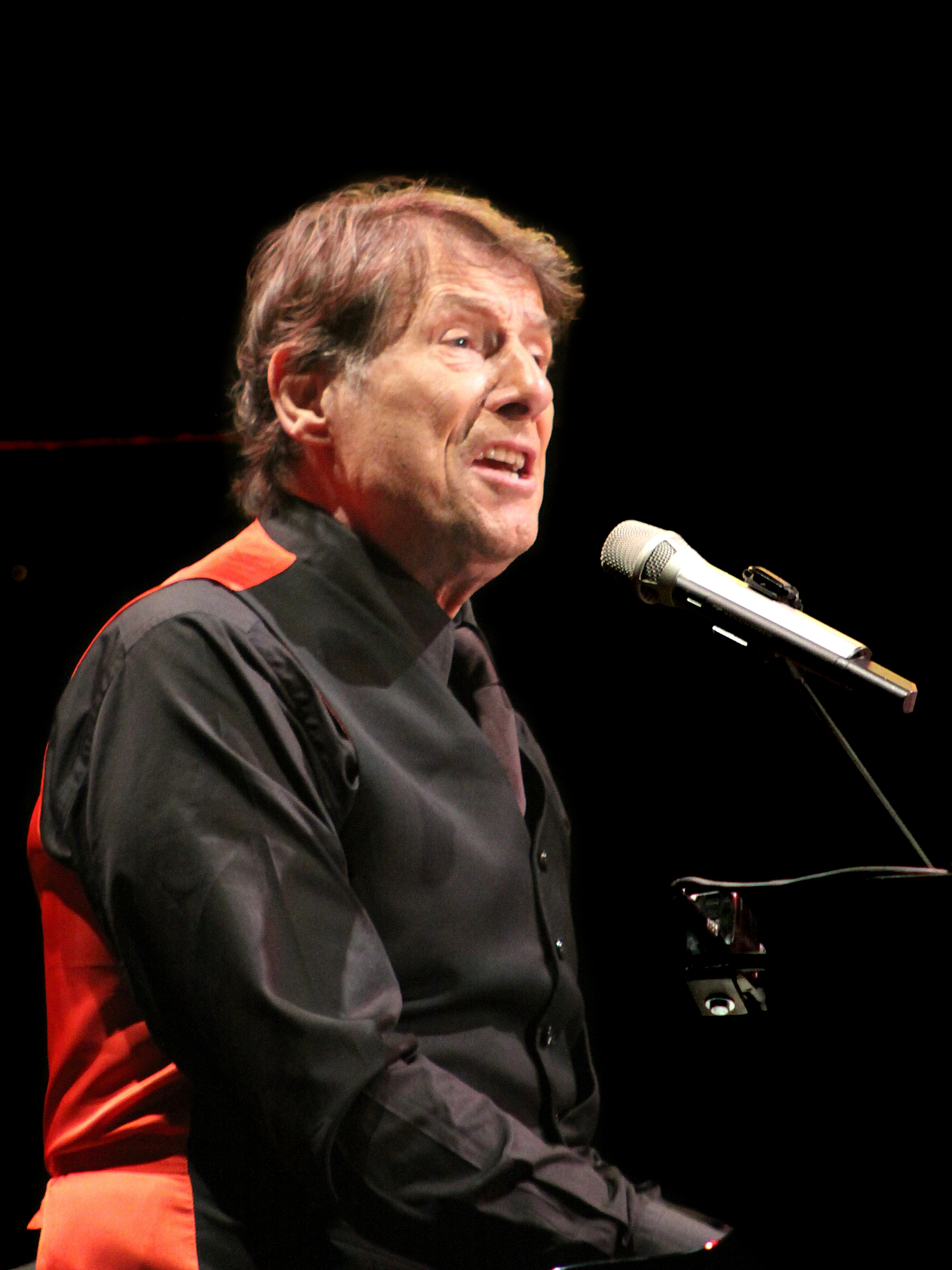
Udo Jürgens
21 december

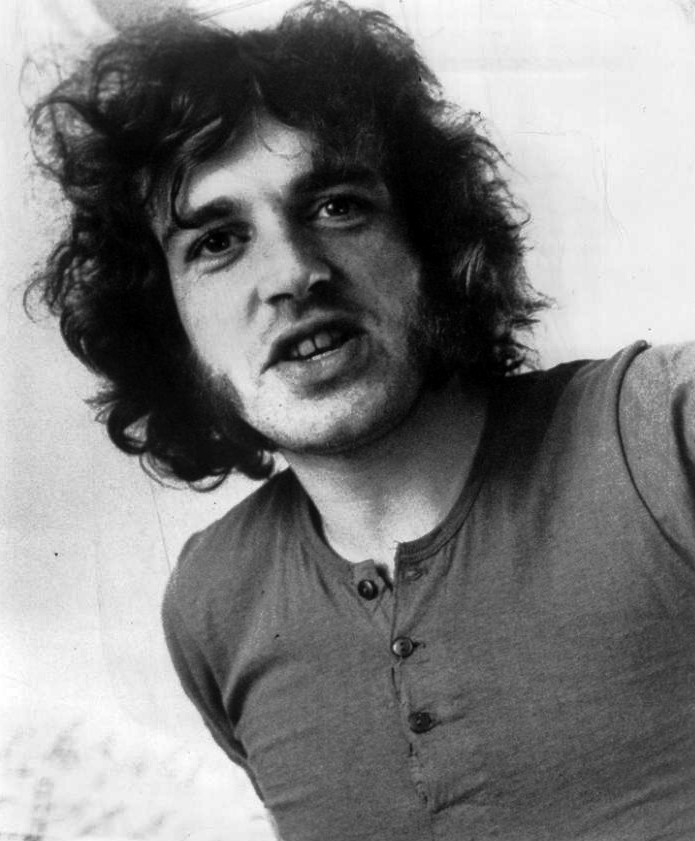
Joe Cocker
22 december

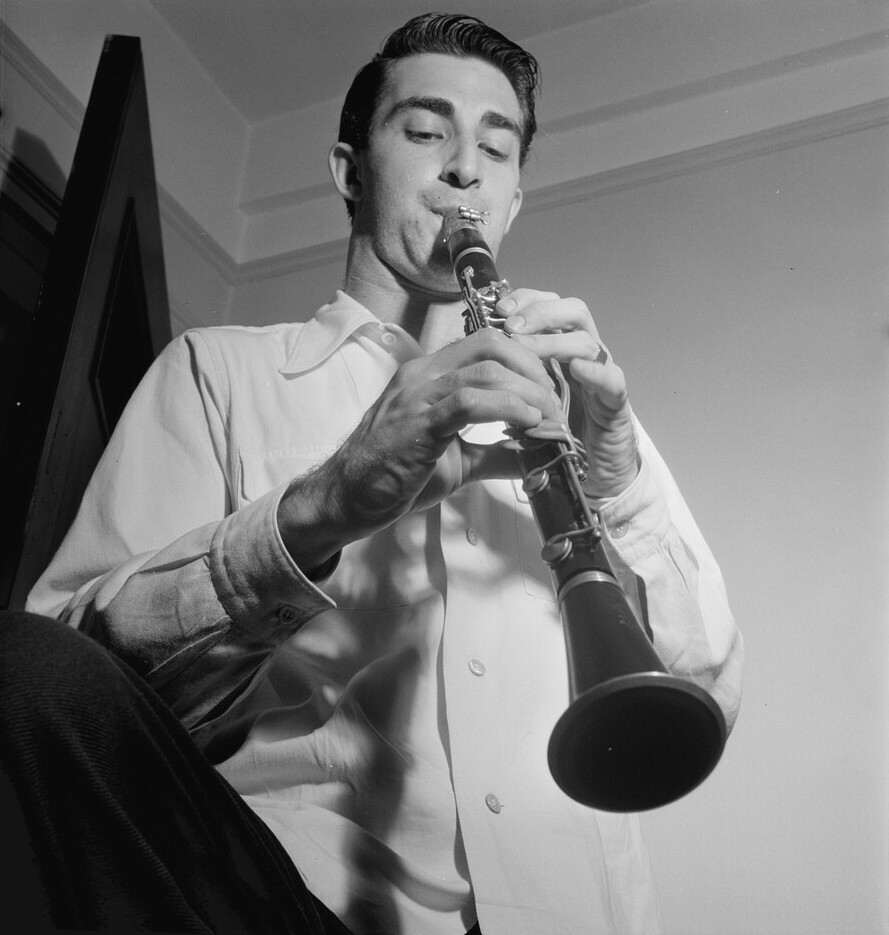
Buddy DeFranco
24 december

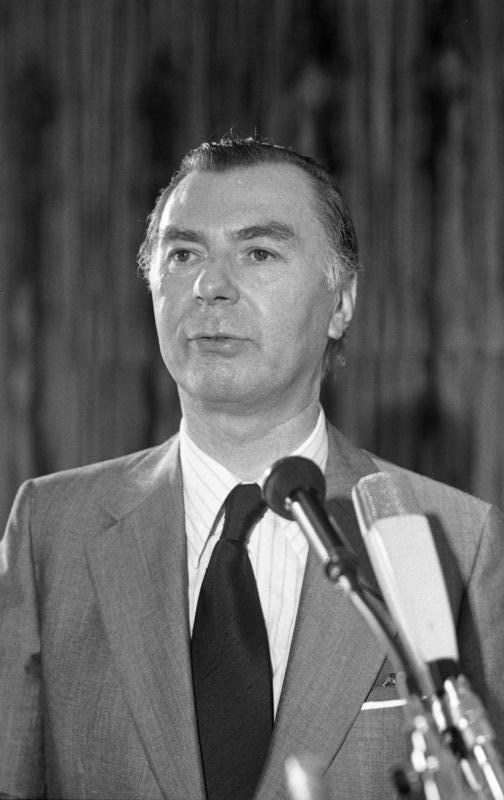
Leo Tindemans
26 december

| 1 | 2 | 3 | 4 | 5 | 6 | 7 | 8 | 9 | 10 | 11 | 12 | 13 | 14 | 15 | 16 | 17 | 18 | 19 | 20 | 21 | 22 | 23 | 24 | 25 | 26 | 27 | 28 | 29 | 30 | 31 |
| - | - | - | - | - | - | - | - | - | -- | -- | -- | -- | -- | -- | -- | -- | -- | -- | -- | -- | -- | -- | -- | -- | -- | -- | -- | -- | -- | -- |

### 2 december
- Jean Béliveau (83), Canadees ijshockeyer[1]
- Bobby Keys (70), Amerikaans saxofonist[2]

### 3 december
- Jacques Barrot (77), Frans politicus en rechter[3]
- L. Stephen Coles (73), Amerikaans wetenschapper[4]
- Sjef Janssen (95), Nederlands wielrenner[5]
- Vicente Leñero (81), Mexicaans schrijver[6]
- Ian McLagan (69), Brits toetsenist[7]

### 4 december
- Jeremy Thorpe (85), Brits politicus[8]
- Rudolf Vanmoerkerke (90), Belgisch ondernemer en sportbestuurder[9]

### 5 december
- Fabiola Mora y Aragón (86), koningin van België[10]
- Kees Vlak (76), Nederlands componist en trompettist[11]
- Silvio Zavala (105), Mexicaans historicus en ambassadeur[12]

### 6 december
- Ralph Baer (92), Duits-Amerikaans computerspelpionier, uitvinder en ingenieur[13]
- Lo Vermeulen (93), Belgisch scenarioschrijver[14]

### 7 december
- Mango (60), Italiaans zanger[15]
- Jerzy Wilim (73), Pools voetballer[16]

### 8 december
- Eric Boot (92), Nederlands kunstenaar[17]
- Knut Nystedt (99), Noors componist, dirigent en organist[18]

### 9 december
- Jorge María Mejía (91), Argentijns kardinaal[19]
- Karl Otto Pöhl (85), Duits bankier, politicus en econoom[20]

### 10 december
- Renilde Hammacher-van den Brande (101), Belgisch kunsthistorica en conservator[21]
- Gerard Vianen (70), Nederlands wielrenner[22]
- Martin Zijlstra (70), Nederlands politicus[23]

### 12 december
- Ivor Grattan-Guinness (73), Brits logicus en historicus van de wiskunde[24]

### 13 december
- Willem Willems (64), Nederlands archeoloog[25]

### 14 december
- Cees van der Pluijm (60), Nederlands schrijver en dichter[26]

### 15 december
- Ray Steadman-Allen (92), Brits componist en dirigent[27]

### 16 december
- Kees van Overveld (57), Nederlands natuurkundige en universitair docent[28]

### 17 december
- Dieter Grau (101), Duits-Amerikaans wetenschapper[29]
- Paul Van den Abeele (85), Belgisch fotograaf en beeldend kunstenaar[30]

### 18 december
- Virna Lisi (78), Italiaans actrice[31]
- Mandy Rice-Davies (70), Brits model en actrice[32]
- Bob Simpson (102), Amerikaans meteoroloog[33]
- Ante Žanetić (78), Kroatisch voetballer en voetbaltrainer[34]

### 19 december
- Philip Bradbourn (63), Brits politicus[35]
- Arthur Gardner (104), Amerikaans acteur, film- en televisieproducent[36]

### 20 december
- Per-Ingvar Brånemark (85), Zweeds orthopedisch chirurg en professor[37]
- Oscar Coulembier (108), oudste man van België[38]

### 21 december
- Walter De Buck (80), Belgisch zanger[39]
- Udo Jürgens (80), Oostenrijks zanger[40]
- Sitor Situmorang (91), Indonesisch schrijver[41]
- Billie Whitelaw (82), Brits actrice[42]

### 22 december
- Joe Cocker (70), Brits zanger[43]
- Rommert Politiek (87), Nederlands hoogleraar veefokkerij[44]

### 23 december
- Jeremy Lloyd (84), Brits acteur en scriptschrijver[45]

### 24 december
- Buddy DeFranco (91), Amerikaans jazzklarinettist[46]
- Krzysztof Krauze (61), Pools filmregisseur en scenarioschrijver[47]

### 25 december
- David Ryall (79), Brits acteur[48]

### 26 december
- Jean Férir (87), Belgisch politicus[49]
- Leo Tindemans (92), Belgisch politicus[50]

### 27 december
- Al Belletto (86), Amerikaans jazzsaxofonist en -klarinettist[51]
- Koen Calliauw (72), Belgisch rebel, journalist en politicus[52]
- Kees Luesink (61), Nederlands burgemeester[53]
- Karel Poma (94), Belgisch politicus[54]
- Ger van Roon (81), Nederlands historicus[55]
- Tomaž Šalamun (73), Sloveens dichter[56]
- Jacques Vandenhaute (83), Belgisch politicus[57]

### 28 december
- Gerrit Abbring (80), Nederlands burgemeester[58]
- Thewis Wits (67), Nederlands politicus[59]

### 29 december
- Hardo Aasmäe (63), Estisch politicus[60]
- Odd Iversen (69), Noors voetballer[61]

### 30 december
- Dick Loggere (93), Nederlands hockeyer[62]
- Luise Rainer (104),  Duits-Amerikaans actrice[63]

### 31 december
- Cees Bevers (88), Nederlands burgemeester en rechter[64]
- Arthur Valerian Wellesley (99), Brits generaal en politicus[65]

1900 ·
1901 ·
1902 ·
1903 ·
1904 ·
1905 ·
1906 ·
1907 ·
1908 ·
1909 ·
1910 ·
1911 ·
1912 ·
1913 ·
1914 ·
1915 ·
1916 ·
1917 ·
1918 ·
1919 ·
1920 ·
1921 ·
1922 ·
1923 ·
1924 ·
1925 ·
1926 ·
1927 ·
1928 ·
1929 ·
1930 ·
1931 ·
1932 ·
1933 ·
1934 ·
1935 ·
1936 ·
1937 ·
1938 ·
1939 ·
1940 ·
1941 ·
1942 ·
1943 ·
1944 ·
1945 ·
1946 ·
1947 ·
1948 ·
1949 ·
1950 ·
1951 ·
1952 ·
1953 ·
1954 ·
1955 ·
1956 ·
1957 ·
1958 ·
1959 ·
1960 ·
1961 ·
1962 ·
1963 ·
1964 ·
1965 ·
1966 ·
1967 ·
1968 ·
1969 ·
1970 ·
1971 ·
1972 ·
1973 ·
1974 ·
1975 ·
1976 ·
1977 ·
1978 ·
1979 ·
1980 ·
1981 ·
1982 ·
1983 ·
1984 ·
1985 ·
1986 ·
1987 ·
1988 ·
1989 ·
1990 ·
1991 ·
1992 ·
1993 ·
1994 ·
1995 ·
1996 ·
1997 ·
1998 ·
1999 ·
2000 ·
2001 ·
2002 ·
2003 ·
2004 ·
2005 ·
2006 ·
2007 ·
2008 ·
2009 ·
2010 ·
2011 ·
2012 ·
2013 ·
2014 ·
2015 ·
2016 ·
2017 ·
2018 ·
2019 ·
2020 ·
2021 ·
2022 ·
2023 ·
2024 ·
2025